# 相知炭坑站
相知炭坑站（日语：／ Ouchi-Tankō eki */?）是位於佐賀縣東松浦郡相知町（現時：唐津市），日本國有鐵道（國鐵）唐津線（貨物支線）的貨運車站（廢站）。

## 歷史
- 1905年（明治38年）10月22日：九州鐵道開設相知站（日语：／）[1]。當時在本線上的相知站是另一座同名車站。
- 1907年（明治40年）7月1日：九州鐵道被國有化（日语：鉄道国有法）[1]。
- 1909年（明治42年）1月1日：改名為相知炭坑站[1]。
- 1978年（昭和53年）10月1日：隨著貨物支線被廢除，此站也變為廢站[1]。

## 相鄰車站
日本國有鐵道（國鐵）
唐津線（貨物支線）
山本－（中相知信號場）－（貨）相知炭坑

## 注腳
1. 1 2 3 4 5 6  石野哲 (编). . JTB. 1998: 722. ISBN 978-4-533-02980-6 （日语）.

## 相關項目
- 日本鐵路車站列表 O